# Cryphonectria parasitica
Патогенний гриб Cryphonectria parasitica (раніше Endothia parasitica) є представником відділу Ascomycota. На початку XX століття його було завезено до Європи та Північної Америки. Він швидко розповсюдився, спричиняючи масову загибель дерев у цих регіонах, знищивши приблизно 4 мільярдів дерев.

## Історія

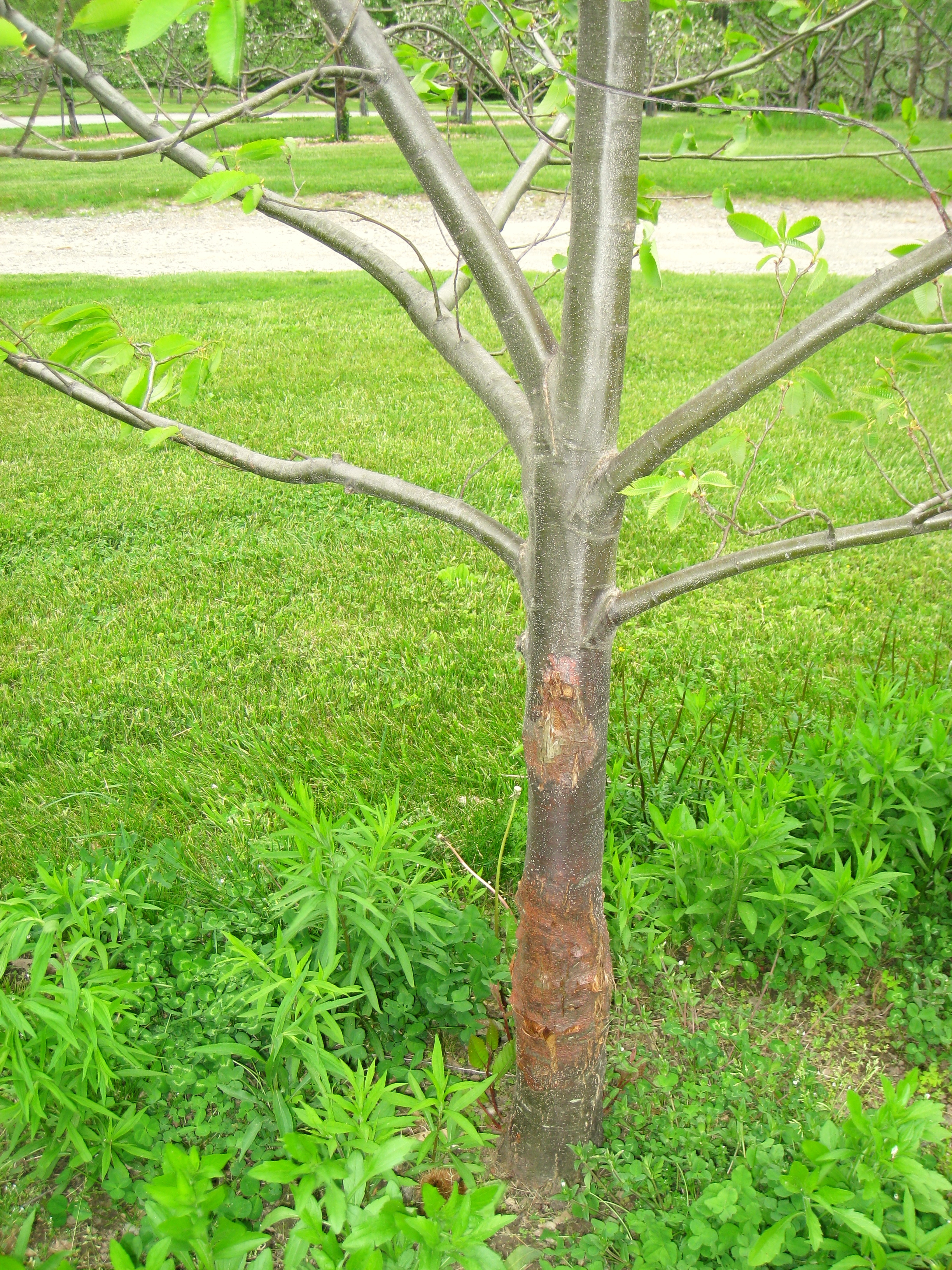
Молодий американський каштан, уражений каштановою фітофторою

### В Північній Америці
У 1904 році в Північну Америку випадково завезли каштановий фітофтороз. Cryphonectria parasitica була завезена в Сполучені Штати зі Східної Азії через імпорт японських каштанових дерев.
Герман В. Меркель, лісничий Нью-йоркського зоологічного саду (зоопарк Бронкса), вперше виявив заражені каштани на території зоопарку. У 1905 році американський міколог Вільям Муррілл виділив і описав відповідальний гриб (який він назвав Diaporthe parasitica), і продемонстрував шляхом інокуляції здорових рослин, що гриб викликає хворобу. До 1940 року більшість дорослих американських каштанів були оперізовані цією хворобою. Знадобилося близько 40 років, щоб знищити майже чотиримільярдну популяцію американського каштана в Північній Америці. У Мічигані, Вісконсині та на північному заході Тихого океану залишилося лише кілька куп незаражених дерев.
Японські та китайські каштани можуть протистояти інфекції C. parasitica. Через хворобу деревина американського каштана майже зникла з ринку на десятиліття.
В деяких районах, зокрема в Аппалачських горах, близько чверті всіх листяних дерев становив американський каштан. Ці дерева вирізнялися своєю прямою статурою, досягаючи висоти до 100 футів без гілок на перших 50 футах, та мали діаметр стовбура до 14 футів у декількох футах від землі. Їх деревина мала червонувато-коричневий колір, була легкою, м'якою, легко оброблялася, відзначалася високою стійкістю до гниття, не деформувалася та не стискалася. Протягом трьох століть американський каштан широко використовувався для будівництва сараїв та будинків у регіоні Аппалачів, а його прямоволокниста деревина була ідеальною для створення меблів та скринь. Кора та деревина містили велику кількість дубильної кислоти, що використовувалася для дублення шкіри.
Каштани були важливою товарною культурою та джерелом їжі. Каштанами харчувалися багато тварин, їх використовували на корм худобі, що дозволяло знизити витрати на її вирощування.
У Массачусетсі та багатьох інших місцях у Сполучених Штатах почалися спроби відновити заселення каштанових дерев і тривають досі. Уцілілі дерева американського каштана розводять на стійкість до фітофторозу, зокрема Американський фонд каштанів, який прагне відновити стійкий до фітофторозу американський каштан до його початкового лісового ареалу протягом перших десятиліть XXI століття. Японський каштан і китайський каштан, а також каштан Сегіна і каштан Генрі використовувалися в цих селекційних програмах у США для створення стійких до хвороб гібридів з американським каштаном. Встановлено, що дерева китайського каштана мають найвищу стійкість; однак особини китайського каштана можуть відрізнятися за стійкістю до фітофторозу. Деякі рослини все ще досить сприйнятливі, тоді як інші, по суті, мають імунітет.

### В Європі
У 1938 році в районі Генуї вперше було виявлено каштанову фітофтору. Інфекція швидко поширилася і була виявлена у Франції в 1946 році, Швейцарії в 1951 році та Греції в 1963 році. Останнім часом її знайшли у Великій Британії. Через генетичні відмінності між популяціями грибів, ймовірно, що друга інтродукція каштанової фітофтори відбулася в Грузії та Азербайджані в 1938 році. Грибкові інфекції спочатку спричинили широку загибель дерев у Європі. Однак на початку 1950-х років в Італії були виявлені дерева, які пережили грибкову інфекцію. На цих деревах грибок спричинив більше поверхневих виразок, які, здавалося, заживали. М'якший результат інфекції був зумовлений наявністю CHV1, РНК-вірусу, який інфікує C. parasitica. CHV1 поширився природним шляхом по всій Європі, але також поширюється штучно як засіб біоконтролю (зокрема у Франції). CHV1 наразі відсутній у Великій Британії, Північній Франції чи Східній Джорджії, але розглядається впровадження для біоконтролю. 

## Економічний та екологічний вплив хвороби
Менш ніж за п'ятдесят років після появи C. parasitica практично викорінила американський каштан як рослинний вид на 8,8 млн акрів (3,6 млн га) лісу. Плоди каштана були основним джерелом їжі для тварин у низькогірних лісах Аппалачі. Ця втрата призвела до різкого зменшення популяції білок, вимирання семи місцевих видів молі та уповільненого відновлення популяції оленів, яструба Купера, пуми та рисі. Наслідки цієї хвороби також поширилися на екосистему, спричинивши зменшення чисельності гніздових птахів і погіршення якості річкової води, що негативно вплинуло на популяції водних безхребетних.
У 1912 році деревина каштана лише в трьох штатах коштувала 82,5 мільйона доларів ($1,9 мільярда а поточних доларах) у вартості. Таким чином, на додаток до екологічних впливів, C. parasitica потенційно спричинив руйнівну втрату економічного добробуту для громад, залежних від каштанової деревини. Горяни, жителі громад Аппалачів, змушені були кардинально змінити свій спосіб життя, щоб впоратися з наслідками цієї хвороби.
Економічні наслідки в Європі також були значними, особливо до того, як CHV1 природним чином поширився в регіоні. У Греції, наприклад, хвороба змусила мігрувати людей, які більше не могли дозволити собі жити за рахунок каштанових дерев. Це також призвело до зниження виробництва грецьких каштанів на 40 %.